# Lynx (Galleon)
Lynx is het debuutalbum van de Zweedse muziekgroep Galleon. De Zweedse progressieve rock bevond zich in de jaren 90 in het middelpunt van de belangstelling van die stijl. Er ontstonden veel bands die teruggrepen op het oude repertoire van Genesis en Yes, terwijl die band vernieuwingen probeerden door te voeren. In die stroom kwam ook Galleon mee. Het eerste album laat een mengeling van stijlen horen van bijvoorbeeld de powerrock van Rush en de meer symfonische klanken van Barclay James Harvest zonder dat er sprake was van direct kopiëren van stijl. 
Het album werd opgenomen in Ljusne, Zweden in september 1991 en juni 1992. Het losvaste bandlid Ulf Petterson trad daarbij als muziekproducent op.

## Musici
- Göran Fors – zang, basgitaar, baspedalen, synthesizers
- Dan Fors – slagwerk, effecten
- Micke Värn – gitaar, synthesizers

## Muziek
| Nr. | Titel                                                | Duur  |
| --- | ---------------------------------------------------- | ----- |
| 1.  | Untouchable (Göran Fors, Micke Värn)                 | 6:29  |
| 2.  | The storm (Göran Fors, Micke Värn)                   | 8:38  |
| 3.  | Eternal shadows (Göran Fors, Micke Värn)             | 5:39  |
| 4.  | On bthe north shore, part 2 (Göran Fors, Micke Värn) | 6:22  |
| 5.  | Submission (Göran Fors, Micke Värn)                  | 14:09 |
| 6.  | Wild ocean (Göran Fors, Micke Värn)                  | 6:24  |
| 7.  | News (Göran Fors, Micke Värn)                        | 7:54  |
| 8.  | Flying high/ Epilogue (Göran Fors, Micke Värn)       | 7:55  |

Epilogue bevat een gedicht van Tomas Lindberg.